# جائزة باتي فيبر
جائزة باتي فيبر Batty Weber Prize هي جائزة أدبية وطنية في لوكسمبورغ. تمنح كل ثلاث سنوات منذ عام 1987 لكاتب لوكسمبورغي تكريما لمجمل أعماله الأدبية. سميت باسم الصحفي والكاتب باتي فيبر (1860 – 1940) الذي كان له تأثير كبير على الحياة الثقافية في لوكسمبروغ.
من الفائزين بها: إدموند دون 1987 – روجيه ماندرشايد 1990 – ليوبولد هوفمان 1993 – أنيس كولتس 1996 – نيك فيبر 1999 – نيكو هيلمنغر 2008.